# Cremosperma jucundum
Cremosperma jucundum är en tvåhjärtbladig växtart som beskrevs av Conrad Vernon Morton. Cremosperma jucundum ingår i släktet Cremosperma och familjen Gesneriaceae. Inga underarter finns listade i Catalogue of Life.